# Holectypidae
De Holectypidae zijn een familie van uitgestorven zee-egels (Echinoidea) uit de orde Holectypoida.

## Geslachten
- Holectypus Desor, 1842 †
- Philolectypus Vadet, 1997 †